# کرگدن سیاه شرقی
کرگدن سیاه شرقی (نام علمی: Diceros bicornis michaeli) نام یک زیرگونه از گونه کرگدن سیاه است.